# Jack B. Kubisch
Jack Bloom Kubisch (Hannibal, 5 de noviembre de 1921-Southern Pines, 7 de mayo de 2007) fue un militar y diplomático estadounidense.

## Biografía
Nació en Hannibal (Misuri), el 5 de noviembre de 1921. Estudió en la Universidad Central Metodista y luego en la Universidad de Misuri, de donde recibió un bachiller universitario en letras en 1942. Se alistó en la Armada de los Estados Unidos mientras estaba en la universidad, y al graduarse fue comisionado como alférez. Inicialmente fue asignado para servir como instructor en la Universidad de Notre Dame. Entre 1944 y 1945, sirvió en el USS New York (BB-34) y más tarde en el USS Guam (CB-2). Allí, participó en la campaña de Filipinas (1944-1945) y estuvo presente en la batalla de Iwo Jima y la batalla de Okinawa. Habiendo alcanzado el rango de Teniente, se desempeñó como Oficial de la Fuerza de Desembarco de una compañía de buques del Cuerpo de Marines de los Estados Unidos.
Después de la guerra, pasó un año estudiando en la Escuela de negocios Harvard y luego, en 1947, se unió al servicio exterior de los Estados Unidos. Fue enviado a Brasil y luego transferido a París en 1949, donde se convirtió en asistente de Averell Harriman en la sede de Plan Marshall.
Renunció al servicio exterior en 1950 y pasó la siguiente década trabajando en el sector privado como ejecutivo.
En 1961, se reincorporó a la carrera diplomática, convirtiéndose en subdirector de la misión de operaciones de los Estados Unidos en Colombo (Sri Lanka). De 1962 a 1964, fue director de la misión de USAID en Río de Janeiro (Brasil). En 1965, se trasladó a Washington D. C. para convertirse en director de la Oficina de Asuntos Brasileños del Departamento de Estado de los Estados Unidos. Regresó al exterior en 1969, convirtiéndose en subjefe de Misión en la Ciudad de México.
En 1971, fue enviado a París como encargado de negocios representando a Estados Unidos en las conversaciones de paz que conducirían a los acuerdos de paz, destinados a poner fin a la guerra de Vietnam. También desempeñó un papel en las negociaciones que condujeron al establecimiento de la Oficina de Enlace de los Estados Unidos en Pekín y la Oficina de Enlace de la República Popular China en Washington D. C.
En marzo de 1973, el presidente Richard Nixon lo nominó como subsecretario de Estado para Asuntos Interamericanos y, después de la confirmación del Senado, ocupó este cargo desde el 29 de mayo de 1973 hasta el 4 de septiembre de 1974. También sirvió simultáneamente como coordinador de la Alianza para el Progreso, como director de la Compañía del Canal de Panamá, y como miembro de la Junta Directiva de la Fundación Interamericana. Recibió un doctorado honorario de su alma mater Universidad Central Metodista en mayo de 1974.
En agosto de 1974, se convirtió en embajador de los Estados Unidos en Grecia, cargo que ocupó hasta el 1 de septiembre de 1977. Luego se desempeñó como vicepresidente de la Universidad de Defensa Nacional hasta su retiro en 1979.
Fue galardonado con el Premio al Servicio Civil Meritorio y la Legión de Honor francesa, con el grado de comendador.
Tras su jubilación, vivió en Pinehurst (Carolina del Norte). En marzo de 1980, fue llamado para servir como negociador especial de los Estados Unidos durante la renegociación del Tratado de Amistad y Cooperación con España. Fue consultor del Consejo de Relaciones Exteriores.
Falleció mientras dormía en su casa en Southern Pines (Carolina del Norte), el 7 de mayo de 2007. Le sobrevivieron su esposa y sus cuatro hijos. Fue sepultado en el Cementerio Nacional de Arlington.